# Pseudoeurycea mystax
Pseudoeurycea mystax är en groddjursart som beskrevs av Charles Mitchill Bogert 1967. Pseudoeurycea mystax ingår i släktet Pseudoeurycea och familjen lunglösa salamandrar. IUCN kategoriserar arten globalt som starkt hotad. Inga underarter finns listade i Catalogue of Life.